# George Haig, 2. Earl Haig
George Alexander Eugene Douglas Haig, 2. Earl Haig, OBE, RSA (* 15. März 1918 in London; † 9. Juli 2009 in Melrose, Roxburghshire) war ein britischer Peer, Politiker und Landschaftsmaler.

## Leben und Karriere
Haig war der einzige Sohn des britischen Feldmarschalls Douglas Haig, 1. Earl Haig. Er besuchte die Stowe School und studierte am Christ Church College der University of Oxford, wo er 1939 den Abschluss Bachelor of Arts (B.A.) und nach dem Krieg den Abschluss Master of Arts (M.A.) erlangte.
Im Januar 1928, im Alter von nur neun Jahren, erbte er die Adelstitel seines Vaters. Seinen bis dahin geführten Höflichkeitstitel Viscount Dawick behielt er insofern bei, als dass er in der Familie und von seinen Freunden Dawyck Haig genannt wurde. Mit seinen Adelstiteln war ein erblicher Sitz im House of Lords verbunden. Diesen hatte er bis 1999 inne, als durch den House of Lords Act 1999 sein Erbanspruch auf einen Parlamentssitz abgeschafft wurde.
Im Zweiten Weltkrieg diente er als Captain bei den Royal Scots Greys, zunächst in Palästina als Aide-de-camp von General Richard O’Connor. In einem Brigadestab der 8. Armee nahm er an der Operation Crusader teil. 1941 geriet er als Verbindungsoffizier in einer neuseeländischen Brigade in deutsche Kriegsgefangenschaft.
Als Kriegsgefangener wurde Haig nach drei Tagen, an denen er frontnah verhört wurde, über Tobruk nach Bengasi gebracht und in das italienische Bari ausgeflogen. Anschließend war er längere Zeit in  Sulmona inhaftiert. Dort schloss er Freundschaft mit René Cutforth. Nach der Landung der Alliierten in Sizilien wurde er im Juli 1943 zunächst nach Bologna, dann nach Deutschland verlegt. Im Stammlager VII A scheiterte ein Versuch Haigs und mehrerer Mitgefangener, in Verkleidung aus dem Lager zu fliehen. Daraufhin wurde er in das Oflag XII in Hadamar verlegt. Im November 1944 wurde er wegen seines Vaters zusammen mit anderen „Prominenten“ im Offizierslager IV-C auf Schloss Colditz untergebracht und dabei von Cutforth getrennt. Am 12. April 1945 ließ die Wachmannschaft angesichts der herannahenden alliierten Front das Lager räumen. Auf der Festung Königstein blieben Haig und der Sohn des Vizekönigs von Indien wegen ihres schlechten Gesundheitszustands zurück. Wenige Tage später wurden sie von sowjetischen Truppen befreit. Während seines Militärdienstes erlangte George Haig den Rang eines Captains.
Während der Gefangenschaft setzte Haig sich mit der Malerei auseinander. Landschaftsbilder seiner verschiedenen Internierungsorte und Porträts seiner Mitgefangenen entstanden in dieser Zeit. Nach dem Krieg schlug er eine Karriere als Landschaftsmaler ein. 1945 nahm er ein Studium am Camberwell College of Arts auf. 1949 erfolgten erste Ausstellungen seiner Werke in London und Edinburgh. 1951 wurde er Fellow der Royal Society of Arts (F.R.S.A.), später auch Mitglied der Royal Scottish Academy. Er arbeitete auch für Wohltätigkeitsorganisationen für Veteranen, darunter der von seinem Vater gegründete Haig Fund, dessen vorsitzender er war, und war von 1962 bis 1965 Vorsitzender der British Legion in Schottland. Zwischen 1952 und 1967 hatte er das Amt des Deputy Lieutenant (D.L.) von Roxburghshire und Berwickshire. Er war Mitglied der Royal Company of Archers. 1966 wurde er als Officer in den Order of the British Empire (O.B.E.) aufgenommen. 1967 bis 1970 war er Vice-Lord-Lieutenant von Berwickshire. 1977 war er Deputy Lieutenant (D.L.) von Ettrick, Lauderdale und Roxburghshire. 1977 wurde er als Knight in den Order of Saint John (K.St.J.) aufgenommen.
Er schrieb seine Autobiografie unter dem Titel My Father’s Son, welche im Jahr 2000 veröffentlicht wurde. Zudem setzte er sich intensiv mit historischer Literatur über seinen Vater auseinander.

## Ehen und Nachkommen
Von 1956 bis zur Scheidung 1981 war er mit Adrienne Thérèse Morley († 2010) verheiratet. Mit ihr hatte er drei Kinder:
- Lady Adrienne Raina Haig (* 1958);
- Lady Elizabeth Vivienne Therese Haig (* 1959);
- Alexander Haig, 3. Earl Haig (* 1961).

In zweiter Ehe war er seit dem 24. März 1981 mit Donna Geroloma Lopez y Royo di Taurisano verheiratet.